# مسجد شاه عباس (ایروان)
مسجد شاه عباس یا مسجد کبود (ارمنی: Կապույտ մզկիթ - کاپույت مزگیت، ترکی آذربایجانی: Göy Məscid، فارسی: مسجد کبود) یک مسجد تاریخی در ایروان ارمنستان است. ساخت این مسجد در دوره صفوی آغاز شد و در زمان سلطنت شاه صفی (۱۶۲۹–۱۶۴۲ میلادی)، جانشین شاه عباس اول، به پایان رسید. به همین دلیل، گاهی به اشتباه از آن به عنوان "مسجد شاه عباس" نیز یاد می‌شود.
این مسجد در مرکز شهر ایروان واقع شده و یکی از مهم‌ترین بناهای تاریخی و مذهبی این شهر به شمار می‌رود. مسجد کبود به دلیل معماری زیبای ایرانی-اسلامی، کاشی‌کاری‌های لاجوردی و گنبد فیروزه‌ای خود شهرت دارد. این مسجد در طول تاریخ دچار آسیب‌های متعددی شده است، از جمله در زلزله سال ۱۶۷۹ ایروان و در جریان جنگ‌های مختلف. در دوره شوروی، کاربری مذهبی مسجد تغییر یافت و به عنوان موزه مورد استفاده قرار گرفت. پس از استقلال ارمنستان، با همکاری جمهوری اسلامی ایران، مسجد کبود بازسازی و مرمت شد و مجدداً به عنوان مکان مذهبی فعال است.